# Stazione di Baggiovara Ospedale
Stazione di Baggiovara Ospedale vasútállomás Olaszországban, Modena településen.

## Vasútvonalak
Az állomást az alábbi vasútvonalak érintik:
- Modena–Sassuolo-vasútvonal

## Kapcsolódó állomások
A vasútállomáshoz az alábbi állomások vannak a legközelebb:
- Modena Fornaci railway halt (Stazione di Modena, Modena–Sassuolo-vasútvonal)
- Bertola Baggiovara railway halt (Stazione di Sassuolo Terminal, Modena–Sassuolo-vasútvonal)